# Luigi Credaro

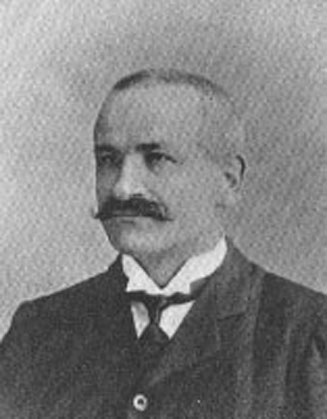
Luigi Credaro (ohne Jahr)

Luigi Credaro (geboren 15. Januar 1860 in Sondrio; gestorben 15. Februar 1939 in Rom) war ein italienischer Politiker und Universitätsprofessor.

## Leben
Luigi Credaro studierte Philosophie am Collegio Ghislieri der Universität Pavia und erhielt 1885 die Laurea. Er wurde 1889 an der Universität Leipzig bei Wilhelm Wundt promoviert. In Italien wurde er Dozent für Philosophiegeschichte. 1901 wurde er zum Professor für Pädagogik an der Universität La Sapienza in Rom berufen, an der er bis 1935 lehrte. Credaro gründete 1907 die Rivista pedagogica. Er schrieb unter anderem Artikel über die deutschen Philosophen Immanuel Kant und Johann Friedrich Herbart.
Credaro wurde 1895 für die Partito Radicale Italiano zum Abgeordneten gewählt und wurde bis 1919 jeweils wiedergewählt. 1904 war er als Abgeordneter maßgeblich an der Reform der Lehrerausbildung beteiligt. Er war von 1910 bis 1914 Minister für Erziehung im Kabinett Luzzatti und im Kabinett Giolitti IV. In seiner Amtszeit wurde 1911 das Liceo moderno geschaffen. 1919 wurde er zum Senator ernannt.
Nach Ende des Ersten Weltkriegs wurde Credaro am 20. Juli 1919 Generalzivilkommissar der von Italien annektierten Region Venezia Tridentina, die das im Vertrag von Saint-Germain dem Königreich Italien zugesprochene Trentino-Südtirol umfasste. Credaro verfolgte gegenüber der deutschen und ladinischen Bevölkerungsmehrheit Südtirols eine moderate Politik der Italianisierung, die mehrfach in Kontrast geriet mit der vom Ultranationalisten Ettore Tolomei geforderten harten Unterdrückung ihrer kulturellen Rechte. So unterstützte er 1920 die Herausgabe einer italienischsprachigen Version von Karl von Grabmayrs Südtirol: Land und Leute vom Brenner bis zur Salurner Klause (Ullstein 1919), die unter dem Titel La passione del Tirolo innanzi all’annessione (Vallardi Editore, Milano 1920) mit einem Vorwort Credaros erschien.
Im Vorfeld des „Bozner Blutsonntages“ 1921, bei dem sich der italienische Faschismus erstmals Gehör in Südtirol verschaffte, unterschätzte er die Gewaltbereitschaft der faschistischen Schlägertrupps. Credaro wurde Anfang Oktober 1922 nach dem von den Faschisten organisierten Marsch auf Bozen – so wie auch Bozens Bürgermeister Julius Perathoner – abgesetzt. In den Augen der Faschisten symbolisierte er die schwache Südtirolpolitik der liberalen Regierung der vorangegangenen Jahre. Er blieb Senator und arbeitete fortan wieder als Hochschullehrer.

## Schriften (Auswahl)
- Lo scetticismo degli Accademici. 2 Bände. Rom: Terme Diocleziane, 1889–1893
- Il problema della libertà di volere nella filosofia dei Greci. Mailand: Bernardoni, 1892
- La pedagogia di G. F. Herbart. Turin: Paravia, 1902
  - Grundzüge der Pädagogik nach Herbart: Mit besonderer Vorrede des Verfassers zur deutschen Ausgabe. Übersetzung Jakob Bluwstein. Wittenberg: Herrosé, 1913
- Alfonso Testa e i primordi del kantismo in Italia. Catania: Battiato, 1913
- Guglielmo Wundt: ricordi di uno scolaro del 1887–88. Mailand: Dante Alighieri, 1932
- Geschichte der italienischen Philosophie: in 2 Bänden. Zürich: Danowski